# مسجد كامبونج لابي
مسجد كامبونج لابي يقع المسجد في كامبونج أولو بلايت لابي، والتي تقع على بعد حوالي أربعة وسبعين كيلومتر من بلدة بيسكان بلايت في بروناي .

## البناء
تم البدء في بناء مسجد كامبونج لابي في عام 1976، على موقع أرض مساحتها 2.5 فدان، وجاهز المسجد في العام التالي من بدأ البناء في عام 1977، وبلغت تكلفة البناء 156،000.00 دولار .

## الافتتاح
افتتح مسجد كامبونج لابي رسميا من قبل حاجي الخطيب بادوكا حاج عمر الأمين بالإنابة في ذلك الوقت في حكومة بروناي دار السلام، وذلك في يوم الجمعة السادس والعشرين من شهر رجب من عام 1399 هـ الموافق الثامي والعشرين من شهر يونيو من عام 1979 .

## استيعاب المسجد
تبلغ قدرة مسجد كامبونج لابي الاستيعابية حوالي 200 مصلي في وقت واحد.